# Leuconitocris flavipennis
Leuconitocris flavipennis é uma espécie de escaravelho da família Cerambycidae.  Foi descrito por Stephan von Breuning em 1956.